# Rainer Blüm
Rainer Blüm is een Duitse postzegelhandelaar uit Bensheim die in de zomer van 2004 werd "gepakt" en in juni 2006 werd veroordeeld voor het maken en verkopen van vervalst filatelistisch materiaal. Hij heeft schuld bekend en werd veroordeeld tot twee jaar voorwaardelijk met een proeftijd van vier jaar. Tevens werden alle valse stempels in beslag genomen.
Hij heeft zo'n tien jaar lang zijn vervalsingen aan de man gebracht, onder andere via een eigen veiling.
Zijn vervalsingen betreffen hoofdzakelijk valse expert-stempels op vervalste certificaten van echtheid en vervalste postkantoorstempels op (echte) postzegels. Een truuk was dat ongebruikte postzegels met plakker of helemaal zonder gom — vaak is dat onverkoopbaar materiaal — met het juiste stempel wél aan de man kon worden gebracht. Vaak gebeurde dat met relatief goedkope Duitse postzegels uit de eerste helft van de twintigste eeuw.